# Prijavljivanje zlostavljanja životinja u Srbiji
Zlostavljanje i ubijanje životinja predstavlja bitan aspekat nasilja u društvu. Svojim aktivnostima, čovek može nanositi životinjama bol, patnju, strah, stres i povredu. Takođe može narušiti i  genetsku celovitost životinje, a u najtežim slučajevima, on može svojim ponašanjem prouzrokovati i smrt životinje. Nekada se to čini namerno, nekada nevoljno, iz nehata. U svakom slučaju, u svim ovim situacijama reč je o zlostavljanju životinja. Zbog toga je važno prepoznati zlostavljanje životinja kao pokazatelj agresivnog i destruktivnog ponašanja i pravovremeno ga sprečiti, odnosno sankcionisati.

## Definicija zlostavljanja životinja
Zlostavljanje životinje jeste svako postupanje ili nepostupanje sa životinjama kojim se namerno ili iz nehata izaziva bol, patnja, strah, stres, povreda, narušava genetska celovitost životinje i izaziva smrt, i to: fizičko zlostavljanje i psihičko zlostavljanje.
Fizičko zlostavljanje životinje predstavlja narušavanje fizičke celovitosti oštećenjem tkiva i organa, kao što je: batinanje, šutiranje, bičevanje, seksualno nasilje, prisiljavanje na rad ili obuku koji prevazilaze izdržljivost životinje, neodgovarajući načini hvatanja i obuzdavanja, sprovođenje intervencija na životinjama suprotno odredbama ovog zakona i svesno reprodukovanje jedinki koje pate od naslednih bolesti, ako se ono ne vrši u ogledne svrhe u skladu sa zakonom.
Psihičko zlostavljanje životinje je oblik zlostavljanja kojim se narušava njena psihička celovitost i koje može izazvati ili izaziva poremećaje u ponašanju, i to: onemogućavanje životinji da zadovolji svoje osnovne potrebe u ponašanju, da iskoristi prostor za odmor i zaklon, razjarivanje životinje primenom fizičke sile, drugim životinjama ili nadražajima koji joj nisu svojstveni, nanošenje straha, patnje i prouzrokovanje osećaja dosade i nesigurnosti, kao i sprečavanje životinje da uspostavi socijalnu vezu sa životinjama iste vrste.

## Istorija krivičnopravne zaštite životinja u Srbiji
Zlostavljanje životinja je u našoj zemlji, sve do 2006. godine, bilo samo prekršajno sankcionisano. Za ovaj prekršaj bila je propisana novčana kazna u rasponu od 100 do 1000 dinara. eadekvatna primena propisa u praksi i generalno neodgovarajuća kaznena politika, uslovljavali su vrlo često izostanak kažnjavanja počinioca. Smatralo se da je zlostavljanje životinja manje društveno opasna, malo rasprostranjena i sa stanovišta društvene zajednice, ne preterano značajna pojava koja nanosi štetu samo životinjama. Reakcija državnih organa na zlostavljanje životinja praktično nije bilo.
Organizacija za poštovanje i brigu o životinjama  (ORCA) koja kroz javno zastupanje utiče na usvajanje boljih zakona, njihovo sprovođenje i promenu kulture društva u odnosu na prirodu i životinje je 2003. godine pokrenula kampanju „STOP zlostavljanju“ čiji je cilj bio da se mučenje i ubijanje životinja označi kao krivično delo. Tada je organizovana peticija koju je potpisalo preko 10.000 građana. Kao odgovor na očekivanja građana, Narodna Skupština Republike Srbije usvojila je Krivični zakonik Republike Srbije koji u 269. članu, prvi put u istoriji naše zemlje, inkriminiše ubijanje i mučenje životinja.
Tokom  2008. godine formulisana je nova inicijativa za dalje unapređivanje krivičnopravne zaštite životinja. Rezultat ove inicijative bile su izmene i dopune Krivičnog zakonika iz 2009. godina, kojima je proširena zaštita životinja kroz Krivični zakonik: povećane su kazne sa 6 meseci na godinu dana zatvora (za osnovni oblik krivičnog dela), a borbe životinja prvi put su označene kao krivično delo za koje je predviđena kazna zatvora od tri meseca do tri godine zatvora.
Tokom 2012. godine, ORCA je formulisala novi, sveobuhvatni predlog za izmene i dopune Krivičnog zakonika u oblasti dobrobiti životinja. Ovaj predlog je više puta dostavljan Ministarstvu pravde: 2012, 2015 i 2018. godine. U januaru 2019. godine, ORCA je pokrenula peticiju za izmene i dopune krivičnog zakonika, koju je potpisalo preko 30.000 građana. U aprilu 2019. godine, Ministarstvo pravde objavilo je Nacrt zakona o izmenama i dopunama Krivičnog zakonika, gde je predloženo da se član 269. izmeni tako da kazne za zlostavljače životinja i organizatore borbi životinja budu uvećane.
U maju 2019. godine, poslanici Narodne skupštine Republike Srbije izglasali su izmene Krivičnog zakonika koje je predložilo Ministarstvo pravde. Umesto novčane kazne ili zatvora do jedne godine, zlostavljači životinja biće kanjeni zatvorom do dve godine. Donja granica zatvorske kazne za organizatore borbi životinja iz koristoljublja pomerena je sa tri meseca na šest meseci.

## Prisutnost zlostavljanja i ubijanja životinja u Srbiji

### Zvanični podaci
Prema zvaničnim podacima Republičkog zavoda za statistiku Srbije, od 2006. do 2017. godine zbog krivičnog dela "ubijanje  i zlostavljanje životinja" prijavljeno je ukupno 1788 punoletnih lica. Od tog broja javno tužilaštvo je podnelo optužni predlog protiv 350 lica, a sud je krivim oglasio ukupno 246 lica – od toga 239 muškarca i 7 žena.

### Podaci ORCA
Izveštaji Organizacije za poštovanje i brigu o životinjama – ORCA, odnosno struktura obrađenih predmeta koje građani podnose ORCA, ukazuju na veliku prisutnost različitih vidova protivpravnog postupanja prema životinjama, zlostavljanja i ubistava, a uočava se tendencija blagog ali konstantnog porasta. 
ORCA je u periodu od prvog janura 2006. godine do 31. decembra 2018. godine, stručno obradila i analizirala 6500 slučajeva zlostavljanja i ubijanja životinja. Na osnovu analize podataka (ORCA, 2006-2018) utvrđeno je da je najčešće prisutno fizičko zlostavljanje životinja (52%), zatim zanemarivanje (32%), psihičko zlostavljanje (13%), pojave hordašenja (2%), i na kraju seksualno zlostavljanje (1%). 
Prilikom interpretacija zvaničnih statističkih podataka o obimu ove vrste kriminaliteta, neophodno je imati na umu da je kod krivičnog dela ubijanje i zlostavljanje životinja velika “tamna brojka”, odnosno da je veliki broj krivičnih dela i izvršilaca ovog krivičnog dela ostane neotkriven, odnosno neevidentiran.

## Proces prijavljivanja i zlostavljanja životinja i postupanje nadležnih organa

### Kome se i na koji način podnosi krivična prijava?
Prijava se podnosi nadležnom javnom tužiocu, pismeno ili usmeno. Osnovno pravo i dužnost javnog tužioca je gonjenje učinilaca krivičnih dela. Ako se prijava podnosi usmeno, prijavilac će se upozoriti na posledice lažnog prijavljivanja. O usmenoj prijavi sastaviće se zapisnik, a ako je prijava saopštena telefonom, sačiniće se službena beleška. Prijava se podnosi mesno nadležnom javnom tužiocu, što podrazumeva nadležnost prema mestu izvršenja ili pokušaja dela. 
Prijava može biti podneta protiv poznatog ili nepoznatog izvršioca. U krivičnoj prijavi potrebno je navesti što je moguće više podataka (lične podatke, podatke o nazivu krivičnog dela koje prijavljujete, član zakona u kojem se krivično delo definiše, što detaljnije opisati kako je dotično krivično delo izvršeno, datum, vreme i mesto izvršenja krivičnog dela, kao i ulica u kojoj je krivično delo izvršeno, podaci koji se odnose na osumnjičenog - ime, prezime i adresu prebivališta, nadimak, zanimanje, radno mesto...).
Ako je prijava podneta policiji, ona će bez odlaganja sprovesti potrebne radnje prethodne istrage i preduzeti određene postupke kako bi se doprinelo otkrivanju i očuvanju dokaza. 
Obaveznost postupanja policije po prijavi za delo iz člana 269. propisana je Zakonom o krivičnom postupku i Zakonom o policiji. Policija je dužna da u skladu sa odredbama Zakona o krivičnom postupku podnese obaveštenje javnom tužiocu o izvršenju krivičnog dela u zakonom propisanom roku.
Ne postoji nikakva obavezna forma u kojoj se mora podneti krivična prijava. To se može učiniti pisanim putem, putem telefona ili usmeno, neposrednim odlaskom u policiju ili u tužilaštvo. Prema Zakonu o pristupu informacija od javnog značaja, građani imaju pravo na informaciju o praćenju prijave koju su podneli.
Bez obzira na to kom organu je podneta prijava, nadležnom javnom tužiocu ili policiji, svi organi su obavezni da postupe po njoj, zato što je reč o delu za koje se goni po službenoj dužnosti, dok je njihov međusobni odnos regulisan Zakonom o krivičnom postupku. 
Obaveznost postupanja policije po prijavi za delo iz člana 269 propisana je pored Zakonika o krivičnom postupku i Zakonom o policiji. Policija je dužna da podnese obaveštenje javnom tužiocu o izvršenju krivičnog dela u zakonom propisanom roku. 

### Postupci na mestu izvršenja krivičnog dela
Pored postojanja dužnosti prijavljivanja krivičnog dela, građani i nadležni organi koji se nađu na mestu izvršenja krivičnog dela ubijanje i mučenje životinja, tj. na mestu pronalaska tragova krivičnog dela ili leša životinje, imaju još jednu dužnost. Moraju preduzeti mere potrebne da se sačuvaju tragovi krivičnog dela i učinioca i dokazi, tj. predmeti pomoću kojih je učinjeno krivično delo.
Potrebno je: 
- obavestiti nadležne državne organe (policija, tužilaštvo) o postojanju sumnje da je izvršeno krivično delo
- preduzeti mere da se sačuvaju tragovi krivičnog dela i učinioca i drugi dokazi;
- preduzeti mere da bi se lice zatečeno pri izvršenju krivičnog dela zadržalo na licu mesta do dolaska nadležnih organa[6]

## Potrebe za daljim unapređenjem krivičnopravne zaštite u Srbiji
U cilju unapređenja krivičnopravne zaštite životinja, Organizacija za poštovanje i brigu o životinjama (ORCA) i Srpski telegraf, predali su Ministarstvu pravde krajem 2018. godine dopis sa dve inicijative.
Prva inicijativa se odnosi na izmene i dopune Krivičnog zakonika u oblasti dobrobiti životinja, tj. povećanje kazni za zlostavljanje i ubijanje životinja, proširenje formulacije za borbe životinja kako se ne bi kažnjavale samo one koje se organizuju iz koristoljublja, definisanje napuštanja životinja kao krivičnog dela, kažnjavanje za pokušaj izvršenja krivičnog dela i dve mere obezbeđenja: oduzimanje životinja i zabrana držanja u slučaju izvršenja krivičnog dela. 
Druga inicijativa podrazumeva  formiranje Koordinacionog tima za sprovođenje propisa iz oblasti dobrobiti životinja čiji bi zadatak bio da kroz razmenu informacija i koordinisanu akciju nadležnih državih organa efikasno sprovodi propise o dobrobiti životinja. Koordinacioni tim bi okupljao predstavnike javnog tužilaštva, policije, veterinarske inspekcije i drugih nadležnih organa. Na osnovu inicijative ORCA, Koordinacioni tim za sprovođenje propisa u oblasti dobrobiti životinja u Srbiji, prvi put je konstituisan 30. jula 2009. i funkcionisao je do reforme pravosuđa 2010. godine. Činili su ga predstavnici Republičkog javnog tužilaštva, Ministarstva unutrašnjih poslova Republike Srbije – PU za Grad Beograd, Ministarstva poljoprivrede, šumarstva i vodoprivrede i Gradskog sudije za prekršaje. Administrativno – tehničke poslove rada Koordinacionog tima obavljala je ORCA.
Da bi inicijative podstakle nadležne organe da uvide njihov značaj i podršku građana njihovoj primeni, ORCA je u januaru 2019. godine pokrenula Peticiju za veće kazne za zlostavljače i bolje sprovođenje zakona u oblasti dobrobiti životinja,  koju je za tri meseca potpisalo 30.000 građana Srbije. Na osnovu podrške građana inicijativama, Ministarstvo pravde je predložilo izmene člana 269 Krivičnog zakonika, a skupština Srbije je u maju 2019. godine odlučila da se u članu 269 pooštre kazne za ubijanje i zlostavljanje životinja, kao i za organizatore borbi životinja.
Da bi krivičnopravna zaštita u Srbiji bila unapređena, potrebno je usvajanje ostalih tačaka predloga za izmenu i dopunu Krivičnog zakonika:
- definisanje napuštanja životinja kao krivičnog dela;
- predviđanje mogućnosti kažnjavanja za pokušaj izvršenja krivičnog dela zlostavljanja i ubijanja životinja;
- propisivanje dve nove mere obezbeđenja: oduzimanje životinje i zabrana držanja životinje u slučaju izvršenja krivičnog dela zlostavljanja i ubijanja životinja

## Spoljašnje veze
- Zakon o dobrobiti životinja
- Krivični zakonik
- Istorija inicijativa za izmenu i dopunu Krivičnog zakonika